# Codice ATC B02
Il codice ATC B02 "Agenti Antiemorragici" è un sottogruppo del sistema di classificazione Anatomico Terapeutico e Chimico, un sistema di codici alfanumerici sviluppato dall'OMS per la classificazione dei farmaci e altri prodotti medici. Il sottogruppo B02 fa parte del gruppo anatomico B, farmaci per il sangue e l'emopoiesi.
Codici per uso veterinario (codici ATCvet) possono essere creati ponendo la lettera Q di fronte al codice ATC umano: QB02...
Numeri nazionali della classificazione ATC possono includere codici aggiuntivi non presenti in questa lista, che segue la versione OMS.

## B02A Antifibrinolitici

### B02AA Amminoacidi
B02AA01 Acido aminocaproico
B02AA02 Acido tranexamico
B02AA03 Acido aminometilbenzoico

### B02AB Inibitori della Proteasi
B02AB01 Aprotinina
B02AB02 Alfa 1-antitripsina
B02AB04 Camostat

## B02B Vitamina K e altri emostatici

### B02BA Vitamina K
B02BA01 Fitomenadione
B02BA02 Menadione

### B02BB Fibrinogeno
B02BB01 Fibrinogeno umano

### B02BC Emostatici locali
B02BC01 Spugna di gelatina assorbibile
B02BC02 Cellulosa ossidata
B02BC03 Acido tetragalacturonico idrossimetilestere
B02BC05 Adrenalone
B02BC06 Trombina
B02BC07 Collagene
B02BC08 Alginato di calcio
B02BC09 Epinefrina
B02BC30 Associazioni

### B02BD Fattori della coagulazione del sangue
B02BD01 Fattore IX, Fattore II, Fattore VII e Fattore X in associazione (Complesso concentrato di protrombina)
B02BD02 Fattore VIII
B02BD03 Inibitori del fattore VIII
B02BD04 Fattore IX
B02BD05 Fattore VII
B02BD06 Fattore di von Willebrand e fattore VIII in associazione
B02BD07 Fattore XIII
B02BD08 Eptacog alfa (attivato)
B02BD09 Fattore IX
B02BD10 Fattore di von Willebrand
B02BD11 Catridecacog
B02BD12 Trenonacog alfa
B02BD13 Fattore X
B02BD14 Susoctocog alfa
B02BD30 Trombina

### B02BX Altri emostatici sistemici
B02BX01 Etamsilato
B02BX02 Carbazocromo
B02BX03 Batroxobina
B02BX04 Romiplostim
B02BX05 Eltrombopag